# Diocletianus akvedukt

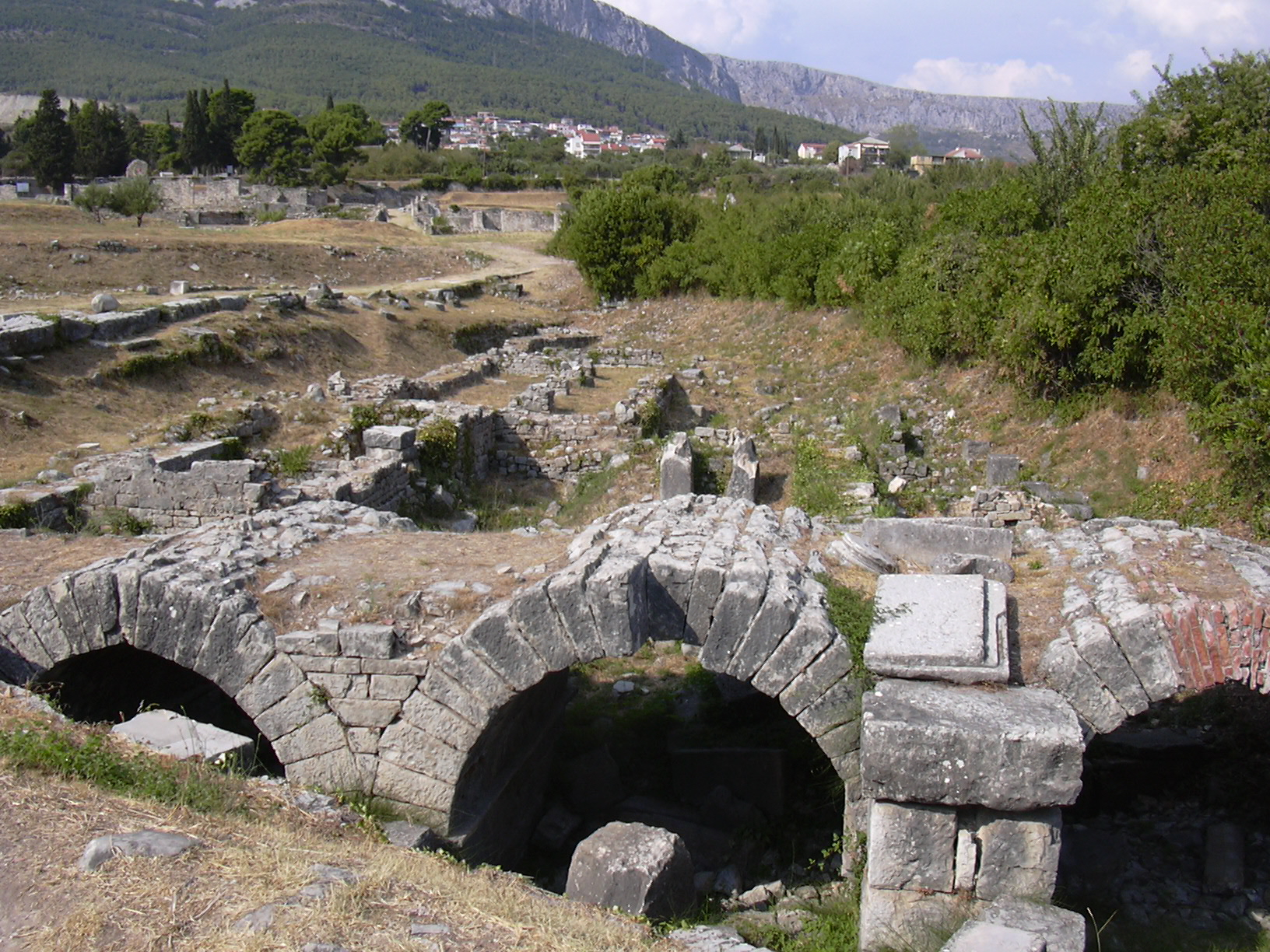
Rester av akvedukten vid Solin.

Diocletianus akvedukt (kroatiska: Dioklecijanov akvadukt) är en antik romersk akvedukt i Split i Kroatien. Den cirka nio kilometer långa akvedukten uppfördes på 200-300-talet och ledde från floden Jadro till Diocletianus palats i Split. Syftet med dess uppförande var att förse palatset och dess invånare med färskvatten. 

## Historik
Akvedukten uppfördes av romarna men förstördes av goterna i mitten av 500-talet. Det skulle dröja åtskilliga århundraden innan den togs i bruk igen. Under den österrikisk-ungerska administrationen rekonstruerades akvedukten 1877-80 för första gången sedan uppförandet. År 1932 invigdes vattenstationen Kopilica och sedan dess är akvedukten inte längre i bruk.